# Утакмице фудбалске репрезентације Мађарске 1912.
Фудбалска репрезентација Мађарске је током 1912. године одиграла десет утакмица. Мађарски тим, који је први пут учествовао на Олимпијским играма, одмах у првој утакмици суочио са најјачим тимом, Енглеском, и ту утакмицу су изгубили са 7 : 0 и тиме испали из круга тимова који су се борили за медаље. У консолидационој групи Мађарска је играла против Немачке и Аустрије, где су победили у обе утакмице што им је донело прво место у утешној групиh и укупно пето место на крају олимписког турнира. 
- Савезни капетан репрезентације: Еде Херцог

## Утакмице
| Мађарска                       | 4 : 4 (1 : 4) | Немачка                                        |
| ------------------------------ | ------------- | ---------------------------------------------- |
| Шлосер 9’ · Боднар 59’ 65’ 75’ | Извештај      | Мелер 14’ · Кип 15’ · Ворпицки 23’ · Јагер 41’ |

| Аустрија   | 1 : 1 (0 : 1) | Мађарска   |
| ---------- | ------------- | ---------- |
| Фишера 87’ | Извештај      | Боднар 21’ |

| Шведска                       | 2 : 2 (1 : 1) | Мађарска                |
| ----------------------------- | ------------- | ----------------------- |
| Бергстрем 8’ · И. Свенсон 46’ | Извештај      | Боднар 37’ · Патаки 68’ |

| Норвешка | 0 : 6 (0 : 2) | Мађарска                                      |
| -------- | ------------- | --------------------------------------------- |
|          | Извештај      | Шлосер 21’ 89’ · Тот 31’ · Боднар 49’ 71’ 72’ |

| Енглеска                                       | 7 : 0 (3 : 0) | Мађарска |
| ---------------------------------------------- | ------------- | -------- |
| Валден { 21’ 23’ 49’ 49’ 55’ · Вудвард 42’ 53’ | Извештај      |          |

| Мађарска          | 3 : 1 (2 : 0) | Немачка      |
| ----------------- | ------------- | ------------ |
| Шлосер 5’ 40’ 82’ | Извештај      | Фердерер 55’ |

| Мађарска                             | 3 : 0 (1 : 0) | Аустрија |
| ------------------------------------ | ------------- | -------- |
| Шлосер 32’ · Патаки 72’ · Боднар 72’ | Извештај      |          |

| Русија | 0 : 9 (0 : 3) | Мађарска                                                       |
| ------ | ------------- | -------------------------------------------------------------- |
|        | Извештај      | Патаки 9’ 44’ 49’ 75’ · Шлосер 40’ 58’ · Кертес II 47’ 54’ 84’ |

| Русија | 0 : 12 (0 : 3) | Мађарска                                                                                  |
| ------ | -------------- | ----------------------------------------------------------------------------------------- |
|        | Извештај       | Кертес II 17’ 36’ 64’ · Шлосер 39’ 50’ 69’ 71’ 90’ · Патаки 65’ 73’ · Тот 79’ · Броди 86’ |

| Мађарска                                 | 4 : 0 (2 : 0) | Аустрија |
| ---------------------------------------- | ------------- | -------- |
| Шлосер 21’ 80’ · Боднар 34’ · Патаки 65’ | Извештај      |          |

Састав репрезентације Мађарске на 35. утакмици
Ласло Домонкош, Имре Пајер, Ференц Чидер, Ђула Биро, Шандор Броди, Данијел Такач, Бела Шебешћен, Шандор Боднар, Карољ Короди, Имре Шлосер, Гашпар Борбаш
- Селектор: Еде Херцог[5]

Састав репрезентације Мађарске на 36. утакмици
Ласло Домонкош, Ђула Румболд, Имре Пајер, Јене Карољ, Антал Ваго, Адолф Кертес, Бела Шебешћен, Шандор Боднар, Ђула Кертес, Имре Шлосер, Гашпар Борбаш
- Селектор: Еде Херцог[6]

Састав репрезентације Мађарске на 37. утакмици
Ласло Домонкош, Ђула Румболд, Бела Ревес, Калман Сури, Јене Карољ, Антал Ваго, Бела Шебешћен, Шандор Боднар, Михаљ Патаки, Имре Шлосер, Гашпар Борбаш
- Селектор: Еде Херцог[7]

Састав репрезентације Мађарске на 38. утакмици
Ласло Домонкош, Ђула Румболд, Имре Пајер, Ђула Биро, Шандор Броди, Золтан Блум, Бела Шебешћен, Шандор Боднар, Вилмош Кертес, Имре Шлосер, Иштван Тот Потја
- Селектор: Еде Херцог[8]

Састав репрезентације Мађарске на 39. утакмици
Ласло Домонкош, Ђула Румболд, Имре Пајер, Ђула Биро,Јене Карољ, Антал Ваго, Бела Шебешћен, Шандор Боднар, Михаљ Патаки, Имре Шлосер, Гашпар Борбаш
- Селектор: Еде Херцог[9]

Састав репрезентације Мађарске на 40. утакмици
Ласло Домонкош, Ђула Румболд, Имре Пајер, Антал Ваго, Калман Сури, Золтан Блум, Бела Шебешћен, Шандор Боднар, Миклош Фекете, Имре Шлосер, Гашпар Борбаш
- Селектор: Еде Херцог[10]

Састав репрезентације Мађарске на 41. утакмици
Ласло Домонкош, Ђула Румболд, Имре Пајер, Ђула Биро, Антал Ваго, Золтан Блум, Бела Шебешћен, Шандор Боднар, Михаљ Патаки, Имре Шлосер, Гашпар Борбаш
- Селектор: Еде Херцог[11]

Састав репрезентације Мађарске на 42. утакмици
Ласло Домонкош, Ђула Румболд, Бела Ревес, Ђула Биро, Антал Ваго, Золтан Блум, Бела Шебешћен, Вилмош Кертес, Михаљ Патаки, Имре Шлосер, Гашпар Борбаш
- Селектор: Еде Херцог[12]

Састав репрезентације Мађарске на 43. утакмици
Карољ Жак, Ђула Румболд, Имре Пајер, Ђула Биро, Шандор Броди, Золтан Блум, Бела Шебешћен, Вилмош Кертес, Михаљ Патаки, Имре Шлосер, Иштван Тот Потја
- Селектор: Еде Херцог[13]

Састав репрезентације Мађарске на 44. утакмици
Карољ Жак, Ђула Румболд, Имре Пајер, Ђула Биро, Ђерђ Хлаваи, Золтан Блум, Бела Шебешћен, Шандор Боднар, Михаљ Патаки, Имре Шлосер, Гашпар Борбаш
- Селектор: Еде Херцог[14]

## Играчи репрезентације
| Домаћин · 1912 | Гост · 1912 |

| - Имре Шлосер - Михаљ Патаки - Шандор Броди - Имре Пајер - Јене Карољ - Карољ Жак |

## Извори и спољашње везе
- Dénes Tamás-Rochy Zoltán. A 700. után. Rochy és Társa. ISBN 963-04-7169-8.
- Rejtő, László; Lukács, László ; Szepesi, György (1977). Felejthetetlen 90 percek: A magyar labdarúgó-válogatott 477 mérkőzése [Незаборавних 90 минута]. Budapest: Sportkiadó. ISBN 963-253-501-4.
- Nagy Béla. Futballkrónika 1901–1959. Sportpropaganda. ISBN 963-754--241-8.
- Све утакмице репрезентације Мађарске
- Репрезентација Мађарске на фудбалској бази података
- Утакмице репрезентације Мађарске (1912)